# Antonio Gaetani Di Laurenzana
Conte Antonio Gaetani di Laurenzana (Piedimonte Matese, 25 giugno 1854 – Napoli, 27 aprile 1898) è stato un nobile e politico italiano.

## Biografia
Discendente del ramo napoletano dell'antica famiglia Caetani, si laurea in giurisprudenza a Napoli, dove nel corso degli studi stringe amicizia con Giovanni Bovio. Nel 1880 conosce Matteo Renato Imbriani e si avvicina alle posizioni del radicalismo irredentista, promuovendo la costituzione nel circondario piedimontese di cooperative di consumo, mirate a fronteggiare la povertà nei centri agricoli del casertano.
Nel 1884 promuove la costituzione dell'associazione operaia Cooperazione e Mutuo Soccorso, della quale scrive lo statuto e il programma. Si tratta inizialmente di una società di mutuo soccorso alla quale abbina pochi mesi dopo un magazzino per la vendita di generi alimentari e vini a prezzo calmierato. L'associazione arriva a contare ben presto oltre mille soci ma il Gaetani, lusingato anche dalle promesse, si lascia abbindolare da un affarista napoletano, che propone di rivendere all’estero varie produzioni nazionali alimentari ed artistiche. Il presunto import-export di generi alimentari tra Napoli e New York si rivela tuttavia un grande imbroglio a danno del politico piedimontese.
Dal 1885 al 1898 Antonio Gaetani rappresenta al Consiglio provinciale di Caserta il mandamento di Piedimonte e nel fervore di mille occupazioni sposa a Bologna la compaesana Teodora Porcelli, educata nella casa forlivese di Giorgina e Aurelio Saffi. Nel 1892 viene eletto per la prima volta deputato nelle file radicali. Sui banchi del parlamento stringe una forte amicizia con Felice Cavallotti e si interessa particolarmente dei problemi ferroviari della Campania. Si interessa in modo particolare della progettata Ferrovia Alifana (che entrerà in funzione nel 1914) e della tratta Telese-Caianello. È stato anche un tenace oppositore della politica tardo-coloniale di Francesco Crispi a favore della riunificazione dei territori soggetti all'Austria (Trentino-Alto Adige, Friuli, Venezia Giulia, Fiume e Dalmazia) e contro la Triplice alleanza.
Nel 1897 aderisce al Partito Repubblicano Italiano. Vinto da una forte depressione pone fine alla sua vita nel cimitero di Poggioreale, davanti alla tomba del padre Raffaele.